# Gran Premio motociclistico della Comunità Valenciana 2002
Il Gran Premio motociclistico della Comunità Valenciana 2002 corso il 3 novembre, è stato il sedicesimo e ultimo Gran Premio della stagione 2002 e ha visto vincere la Honda di Alex Barros nella MotoGP, Marco Melandri nella classe 250 e Daniel Pedrosa nella classe 125.
Al termine della gara si assegna l'unico titolo ancora non conquistato matematicamente, quello della classe 125 che vede vincitore il pilota francese Arnaud Vincent.
Con questo gran premio terminano le carriere agonistiche di due piloti giapponesi: Tetsuya Harada, già campione del mondo nel 1993, e Noboru Ueda, il pilota che detiene il record di presenze nell'unica classe in cui ha sempre gareggiato, la 125.

## MotoGP

### Arrivati al traguardo
| Pos. | Nº | Pilota                   | Squadra                    | Motocicletta   | Giri | Tempo     | Griglia | Punti |
| ---- | -- | ------------------------ | -------------------------- | -------------- | ---- | --------- | ------- | ----- |
| 1º   | 4  | Alex Barros              | West Honda Pons            | Honda RC211V   | 30   | 47:22.404 | 2       | 25    |
| 2º   | 46 | Valentino Rossi          | Repsol Honda               | Honda RC211V   | 30   | +0.230    | 6       | 20    |
| 3º   | 3  | Max Biaggi               | Marlboro Yamaha            | Yamaha YZR-M1  | 30   | +15.213   | 1       | 16    |
| 4º   | 74 | Daijirō Katō             | Fortuna Honda Gresini      | Honda RC211V   | 30   | +22.504   | 3       | 13    |
| 5º   | 11 | Tōru Ukawa               | Repsol Honda               | Honda RC211V   | 30   | +35.165   | 7       | 11    |
| 6º   | 56 | Shin'ya Nakano           | Gauloises Yamaha Tech 3    | Yamaha YZR-M1  | 30   | +50.169   | 9       | 10    |
| 7º   | 17 | Jurgen van den Goorbergh | Kanemoto Racing            | Honda NSR 500  | 30   | +1:03.814 | 15      | 9     |
| 8º   | 99 | Jeremy McWilliams        | Proton Team KR             | Proton KR3     | 30   | +1:05.079 | 8       | 8     |
| 9º   | 19 | Olivier Jacque           | Gauloises Yamaha Tech 3    | Yamaha YZR-M1  | 30   | +1:08.312 | 11      | 7     |
| 10º  | 6  | Norick Abe               | Antena 3 Yamaha d'Antín    | Yamaha YZR-M1  | 30   | +1:08.312 | 20      | 6     |
| 11º  | 21 | John Hopkins             | Red Bull Yamaha WCM        | Yamaha YZR 500 | 30   | +1:26.241 | 17      | 5     |
| 12º  | 84 | Andrew Pitt              | Kawasaki Racing            | Kawasaki ZX-RR | 30   | +1:27.427 | 18      | 4     |
| 13º  | 15 | Sete Gibernau            | Telefonica Movistar Suzuki | Suzuki GSV-R   | 29   | +1 giro   | 10      | 3     |
| 14º  | 31 | Tetsuya Harada           | Pramac Honda Racing        | Honda NSR 500  | 29   | +1 giro   | 22      | 2     |

### Ritirati
| Nº | Pilota            | Squadra                    | Motocicletta    | Giri | Griglia |
| -- | ----------------- | -------------------------- | --------------- | ---- | ------- |
| 10 | Kenny Roberts Jr  | Telefonica Movistar Suzuki | Suzuki GSV-R    | 24   | 14      |
| 65 | Loris Capirossi   | West Honda Pons            | Honda NSR 500   | 19   | 12      |
| 29 | David García      | Proton Team KR             | Proton KR3      | 13   | 19      |
| 8  | Garry McCoy       | Red Bull Yamaha WCM        | Yamaha YZR 500  | 6    | 4       |
| 9  | Nobuatsu Aoki     | Proton Team KR             | Proton KR3      | 1    | 16      |
| 55 | Régis Laconi      | MS Aprilia Racing          | Aprilia RS Cube | 1    | 13      |
| 30 | José Luis Cardoso | Antena 3 Yamaha d'Antín    | Yamaha YZR 500  | 0    | 21      |
| 7  | Carlos Checa      | Marlboro Yamaha            | Yamaha YZR-M1   | 0    | 5       |

## Classe 250

### Arrivati al traguardo
| Pos. | Nº | Pilota            | Squadra                        | Motocicletta | Giri | Tempo     | Griglia | Punti |
| ---- | -- | ----------------- | ------------------------------ | ------------ | ---- | --------- | ------- | ----- |
| 1º   | 3  | Marco Melandri    | MS Aprilia Racing              | Aprilia      | 27   | 43:57.812 | 1       | 25    |
| 2º   | 4  | Roberto Rolfo     | Fortuna Honda Gresini          | Honda        | 27   | +4.318    | 7       | 20    |
| 3º   | 7  | Emilio Alzamora   | Fortuna Honda Gresini          | Honda        | 27   | +4.538    | 4       | 16    |
| 4º   | 17 | Randy de Puniet   | Campetella Racing              | Aprilia      | 27   | +18.214   | 2       | 13    |
| 5º   | 15 | Roberto Locatelli | Motoracing                     | Aprilia      | 27   | +21.990   | 12      | 11    |
| 6º   | 42 | David Checa       | Safilo Oxydo Race LCR          | Aprilia      | 27   | +22.173   | 11      | 10    |
| 7º   | 21 | Franco Battaini   | Imola Circuit Exalt Cycle Race | Aprilia      | 27   | +26.755   | 9       | 9     |
| 8º   | 8  | Naoki Matsudo     | Dark Dog Yamaha Kurz           | Yamaha       | 27   | +26.909   | 14      | 8     |
| 9º   | 6  | Alex Debón        | Campetella Racing              | Aprilia      | 27   | +26.915   | 5       | 7     |
| 10º  | 24 | Toni Elías        | Telefonica Movistar-Repsol     | Aprilia      | 27   | +32.380   | 8       | 6     |
| 11º  | 18 | Shahrol Yuzy      | Petronas Sprinta Yamaha TVK    | Yamaha       | 27   | +36.294   | 13      | 5     |
| 12º  | 11 | Haruchika Aoki    | DeGraaf Grand Prix             | Honda        | 27   | +42.879   | 16      | 4     |
| 13º  | 27 | Casey Stoner      | Safilo Oxydo Race LCR          | Aprilia      | 27   | +42.889   | 10      | 3     |
| 14º  | 12 | Jason Vincent     | Cibertel Honda BQR             | Honda        | 27   | +44.942   | 18      | 2     |
| 15º  | 32 | Héctor Faubel     | RFME Equipo Nacional           | Aprilia      | 27   | +47.348   | 15      | 1     |
| 16º  | 13 | Jaroslav Huleš    | Dark Dog Yamaha Kurz           | Yamaha       | 27   | +47.849   | 19      |       |
| 17º  | 19 | Leon Haslam       | Cibertel Honda BQR             | Honda        | 27   | +1:06.850 | 21      |       |
| 18º  | 74 | Ángel Rodríguez   | Racing Damas                   | Aprilia      | 27   | +1:20.276 | 26      |       |
| 19º  | 28 | Dirk Heidolf      | Aprilia Germany                | Aprilia      | 27   | +1:24.489 | 22      |       |
| 20º  | 36 | Erwan Nigon       | Equipe de France - Scrab GP    | Aprilia      | 27   | +1:27.859 | 23      |       |
| 21º  | 90 | Chuck Sorensen    | Stargel Aprilia                | Aprilia      | 26   | +1 giro   | 27      |       |

### Ritirati
| Nº | Pilota          | Squadra                     | Motocicletta | Giri | Griglia |
| -- | --------------- | --------------------------- | ------------ | ---- | ------- |
| 96 | Jakub Smrž      | DeGraaf Grand Prix          | Honda        | 26   | 20      |
| 22 | Raúl Jara       | RFME Equipo Nacional        | Aprilia      | 15   | 25      |
| 10 | Fonsi Nieto     | Telefonica Movistar-Repsol  | Aprilia      | 7    | 6       |
| 34 | Eric Bataille   | Cibertel Honda BQR          | Honda        | 4    | 24      |
| 51 | Hugo Marchand   | Equipe de France - Scrab GP | Aprilia      | 2    | 17      |
| 9  | Sebastián Porto | Petronas Sprinta Yamaha TVK | Yamaha       | 1    | 3       |

### Non qualificato
| Nº | Pilota      | Squadra                 | Motocicletta |
| -- | ----------- | ----------------------- | ------------ |
| 39 | Luís Castro | Cordoba Patrimonio Hum. | Yamaha       |

## Classe 125

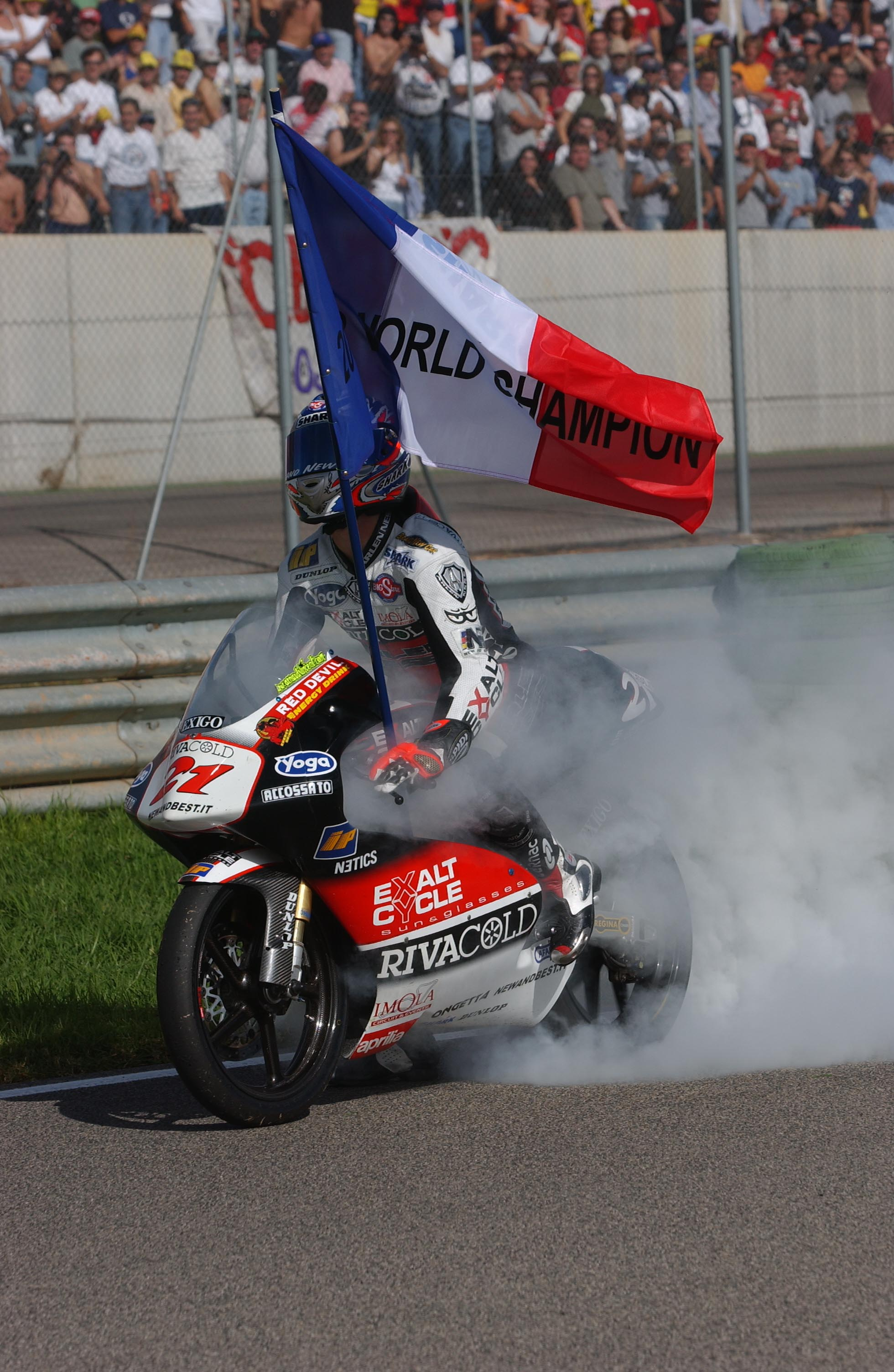
Al termine della gara, Vincent festeggia il titolo mondiale

### Arrivati al traguardo
| Pos. | Nº | Pilota            | Squadra                        | Motocicletta | Giri | Tempo     | Griglia | Punti |
| ---- | -- | ----------------- | ------------------------------ | ------------ | ---- | --------- | ------- | ----- |
| 1º   | 26 | Daniel Pedrosa    | Telefonica Movistar jnr        | Honda        | 25   | 42:13.044 | 1       | 25    |
| 2º   | 21 | Arnaud Vincent    | Imola Circuit Exalt Cycle Race | Aprilia      | 25   | +0.100    | 4       | 20    |
| 3º   | 22 | Pablo Nieto       | Master-Aspar                   | Aprilia      | 25   | +2.704    | 3       | 16    |
| 4º   | 15 | Alex De Angelis   | Safilo Oxydo Race LCR          | Aprilia      | 25   | +3.069    | 5       | 13    |
| 5º   | 17 | Steve Jenkner     | UGT 3000 - Abruzzo             | Aprilia      | 25   | +3.136    | 7       | 11    |
| 6º   | 80 | Héctor Barberá    | Master-Aspar                   | Aprilia      | 25   | +8.041    | 6       | 10    |
| 7º   | 1  | Manuel Poggiali   | Gilera Racing                  | Gilera       | 25   | +8.852    | 2       | 9     |
| 8º   | 4  | Lucio Cecchinello | Safilo Oxydo Race LCR          | Aprilia      | 25   | +11.879   | 18      | 8     |
| 9º   | 25 | Joan Olivé        | Telefonica Movistar jnr        | Honda        | 25   | +12.037   | 12      | 7     |
| 10º  | 23 | Gino Borsoi       | UGT 3000 - Abruzzo             | Aprilia      | 25   | +14.757   | 8       | 6     |
| 11º  | 11 | Max Sabbatani     | Motoracing                     | Aprilia      | 25   | +15.167   | 13      | 5     |
| 12º  | 50 | Andrea Ballerini  | Bossini Sterilgarda Racing     | Aprilia      | 25   | +18.472   | 9       | 4     |
| 13º  | 33 | Stefano Bianco    | Bossini Sterilgarda Racing     | Aprilia      | 25   | +18.514   | 20      | 3     |
| 14º  | 16 | Simone Sanna      | Motoracing                     | Aprilia      | 25   | +18.804   | 15      | 2     |
| 15º  | 8  | Gábor Talmácsi    | PEV Moto ADAC Sachsen          | Honda        | 25   | +23.694   | 11      | 1     |
| 16º  | 36 | Mika Kallio       | Red Devil Honda                | Honda        | 25   | +23.726   | 10      |       |
| 17º  | 34 | Andrea Dovizioso  | Scot Racing                    | Honda        | 25   | +23.782   | 14      |       |
| 18º  | 5  | Masao Azuma       | Tribe by Breil                 | Honda        | 25   | +23.958   | 19      |       |
| 19º  | 6  | Mirko Giansanti   | Scot Racing                    | Honda        | 25   | +24.110   | 17      |       |
| 20º  | 84 | Michel Fabrizio   | Team Italia                    | Gilera       | 25   | +54.350   | 25      |       |
| 21º  | 12 | Klaus Nöhles      | PEV Moto ADAC Sachsen          | Honda        | 25   | +58.575   | 30      |       |
| 22º  | 48 | Jorge Lorenzo     | Caja Madrid Derbi Racing       | Derbi        | 25   | +58.916   | 26      |       |
| 23º  | 51 | Álvaro Bautista   | Atletico de Madrid             | Aprilia      | 25   | +59.286   | 28      |       |
| 24º  | 77 | Thomas Lüthi      | Elit Grand Prix                | Honda        | 25   | +1:10.021 | 35      |       |
| 25º  | 20 | Imre Tóth         | Semprucci Angaia Racing        | Honda        | 25   | +1:10.155 | 33      |       |
| 26º  | 71 | Rubén Catalan     | Mir Racing                     | Aprilia      | 25   | +1:16.125 | 32      |       |
| 27º  | 72 | Dario Giuseppetti | FCC - TSR                      | Honda        | 25   | +1:16.138 | 34      |       |
| 28º  | 57 | Chaz Davies       | CWF - Matteoni Racing          | Aprilia      | 25   | +1:20.058 | 31      |       |
| 29º  | 59 | Vincent Braillard | TMR-Competicion                | Honda        | 24   | +1 giro   | 37      |       |

### Ritirati
| Nº | Pilota            | Squadra                  | Motocicletta | Giri | Griglia |
| -- | ----------------- | ------------------------ | ------------ | ---- | ------- |
| 7  | Stefano Perugini  | Italjet Racing Service   | Italjet      | 22   | 27      |
| 31 | Mattia Angeloni   | Team Italia              | Gilera       | 20   | 23      |
| 52 | Julián Simón      | Telefonica Movistar      | Honda        | 18   | 22      |
| 19 | Alex Baldolini    | UGT 3000 - Abruzzo       | Aprilia      | 13   | 29      |
| 41 | Yōichi Ui         | Caja Madrid Derbi Racing | Derbi        | 10   | 16      |
| 42 | Christian Pistoni | Italjet Racing Service   | Italjet      | 9    | 36      |
| 98 | Chris Peris       | Bikecards.com            | Honda        | 9    | 38      |
| 9  | Noboru Ueda       | Semprucci Angaia Racing  | Honda        | 3    | 21      |
| 37 | Marco Simoncelli  | CWF - Matteoni Racing    | Aprilia      | 3    | 24      |